# 小辻節三
小辻 節三 (こつじ せつぞう、アブラハム・ベン・アブラハム・コツジ、1899年〈明治32年〉2月3日- 1973年〈昭和48年〉10月31日)は、日本の言語学者、古代オリエント学者である。

## 生涯

### 幼少期
1899年10月31日、賀茂神社の代々続いていた神主の家系の末子として京都に生まれた。神主であった父の影響で幼少期から神道を学び、学校教育では武士道を学んだ。

### 聖書との出会い
小辻が13歳の頃、明治天皇が崩御し、それに続いて乃木希典が殉死したことをきっかけに、生きる意味について考えるようになった。そこからたまたま古本屋で見つけたヘブライ語聖書を購入し、読むようになっていった。その後、父の反対を押し切り、明治学院大学神学部に進学した。卒業後は北海道旭川の教会で主任牧師として赴任したが、イエスが神であるという教義がしっくりと来なかった小辻は、聖書をもう一度勉強したいと渡米を決意する。著書である『東京からエルサレムへ』 (原題：From Tokyo to Jerusalem) の中で、彼はキリスト教への改宗に満足することはなかったと説明している。旧約聖書の研究のためカルフォルニアのパシフィック大学で4年間、ヘブライ語について勉強した。4年に及ぶ生活の中で、小辻の関心はユダヤ教に移っていた。京都大学で博士号を取得した。1937年、小辻は日本で初めてのヘブライ語の文法に関する本を著した。小辻は日本へ帰国し、青山学院大学で教鞭をとるも、病のため辞職した。その翌年に小辻は銀座に「聖書原典研究会」を設け、そこでヘブライ語と聖書を教え始めたが、ユダヤ教を快く思わない大学関係者や宗教関係者の嫌がらせによって、わずか3年で閉鎖に追い込まれてしまう。

### 南満洲鉄道での勤務
1938年10月、南満洲鉄道の総裁である松岡洋右から招聘状を受けた小辻は、家族とともに満洲の大連に移った。当時の満洲には、ホロコーストをはじめとする迫害から逃れて大勢のユダヤ人が住んでいた。米国留学に出会うことのなかった敬虔なロシア系ユダヤ人にも出会った。その中の一人で極東・満洲のユダヤ人コミュニティの首席ラビであるアハロン・モシェ・キシロフを師として慕った。満洲にいた2年間に、極東ユダヤ人大会でヘブライ語のスピーチをするなど、多くのユダヤ人と交流した。小辻は自伝で「ユダヤ人をより身近に感じるようになった」と述べている。

### ユダヤ人難民救済へ
日本にいたユダヤ人難民は、杉原千畝が発給したビザで日本に逃げてきていた。しかし、ビザで許可された滞在日数は10日間であり、ユダヤ人たちは滞在日数の延長を望んでいた。知り合いのユダヤ人から手紙を受け取った小辻は、外務大臣になっていた松岡洋右や警察署の警察幹部を説得し、1回の申請で15日間ずつ延長できるようになった。また、小辻はユダヤ人難民を安全な国に送るため、アメリカ、カナダ、上海に向かう船便を確保し、ナチスに触発された反ユダヤ的なプロパガンダにも対抗した。小辻によるユダヤ人難民の救援活動は、2013年4月にNHK出版から出版された、俳優の山田純大による著書で取り上げられた。

### 2度目の満洲
しかし、小辻の人道主義的な行動は憲兵隊の目に留まり、激しい拷問を受けた。家族の危険を感じた小辻は一家を引き連れ、1945年6月7日に満洲へ向かう船に乗った。その2か月後にソ連は、日ソ不可侵条約を破って侵攻した。多くの日本人がシベリアに抑留されたが、小辻は友人のユダヤ人に匿ってもらうことで難を逃れた。その頃から小辻は、ユダヤ教に改宗したいと思うようになっていった。また、知り合いのユダヤ人から世界ユダヤ教普及連合の幹部たちを紹介された。

### エルサレムでの改宗
1959年8月9日、エルサレムに到着した小辻はユダヤ法に準拠した厳格な審問の後、エルサレムの病院であるシャーレ・ゼデグ医療センターで割礼手術（ベリート・ミーラー）を受け、ミクワーで体を決め、改宗した。改宗に際して小辻は、ヘブライ語で「アブラハム・ベン・アブラハム・コツジ」と名付けられた。小辻に助けられたユダヤ人が謝恩会を開き、20年ぶりの再開を果たした。

### 永眠
1973年（ユダヤ暦5733年）10月31日、小辻はアメリカで死去した。享年74。晩年はブルックリンにある宗教施設で過ごした。「エルサレムで埋葬してほしい」という遺言に従って、エルサレムのハー・ハメヌホット墓地に埋葬された。またその際には、小辻に助けられたユダヤ人の一人であり、イスラエルの宗教大臣になっていたゾラフ・バルハフティクが尽力した。葬儀の際には多くの宗教的指導者が参列した。

## 学術分野への貢献
- 雅歌を日本語に翻訳した[2]。